# پاک (ترانه)
«پاک» (انگلیسی: Clean) ترانه‌ای از خواننده-ترانه‌سرای آمریکایی تیلور سوئیفت است که در پنجمین آلبوم استودیویی او، ۱۹۸۹ (۲۰۱۴)، قرار دارد. این قطعه، به نویسندگی و تهیه‌کنندگی سوئیفت و موسیقی‌دان بریتانیایی ایموجین هیپ، بالادی سینث-فولک و سافت راک با ساختار الکترونیک است. متن آن، دشواری در رها شدن از رابطهٔ به‌هم‌ریخته‌ای را شرح می‌دهد.
منتقدان «پاک» را بابت حس و حال اشعار و ترانه‌سرایی سوئیفت تحسین کردند و آن را قطعه‌ای برجسته در آلبوم نامیدند. در رتبه‌بندی‌های گذشته‌نگر، آن‌ها این قطعه را یکی از بهترین ترانه‌های سوئیفت دانسته‌اند. از نظر تجاری، «پاک» به رتبهٔ ۴۵ جدول فروش ترانهٔ دیجیتالی کانادا رسید و یک گواهی‌نامه نقره‌ای از صنعت ضبط صدای بریتانیا دریافت کرد. این ترانه به‌وسیلهٔ کلی کلارکسون و رایان آدامز بازخوانی شد و یکی از ترانه‌های اجرا شده در تور جهانی ۱۹۸۹ سوئیفت در سال ۲۰۱۵ بود.
نسخهٔ مجدداً ضبط شده‌ای تحت عنوان «پاک (نسخهٔ تیلور)» به‌عنوان یکی از قطعه‌های ۱۹۸۹ (نسخهٔ تیلور) در ۲۷ اکتبر ۲۰۲۳ منتشر شد. این نسخهٔ مجدداً ضبط شده در جدول ۲۰۰تای جهانی بیلبورد به رتبهٔ ۲۵ رسید و وارد ۳۰ ترانهٔ برتر جدول‌های ملی کانادا، نیوزیلند، فیلیپین، سنگاپور و ایالات متحده شد.

## جدول‌ها
| جدول (۲۰۱۴)                                 | بالاترین جایگاه |
| ------------------------------------------- | --------------- |
| کانادا فروش ترانهٔ دیجیتالی کانادا (بیلبورد) | ۴۵              |

| جدول (۲۰۲۳)     | بالاتری جایگاه |
| --------------- | -------------- |
| پرتغال (ای‌اف‌پی) | ۸۵             |

| جدول (۲۰۲۳)                      | بالاترین جایگاه |
| -------------------------------- | --------------- |
| کانادا (۱۰۰ تک‌آهنگ داغ کانادا)   | ۲۸              |
| ۲۰۰ آهنگ جهانی (بیلبورد)         | ۲۵              |
| یونان بین‌الملل (IFPI)            | ۴۹              |
| نیوزیلند (ضبط نیوزیلند)          | ۲۸              |
| فیلیپبن (بیلبورد)                | ۱۳              |
| سنگاپور (RIAS)                   | ۲۶              |
| هیت‌سیکر سوئد (Sverigetopplistan) | ۱۷              |
| استریمینگ بریتانیا (OCC)         | ۳۳              |
| بیلبورد هات ۱۰۰ ایالات متحده     | ۳۰              |

## گواهی‌نامه‌ها
| منطقه                                   | گواهی  | واحد گواهی‌شده/فروش |
| --------------------------------------- | ------ | ------------------ |
| استرالیا (آی‌اف‌پی‌آی استرالیا)            | پلاتین | ۷۰٬۰۰۰             |
| بریتانیا (بی‌پی‌آی)                       | نقره   | ۲۰۰٬۰۰۰            |
| رقم فروش+پخش جاری تنها بر پایهٔ گواهی‌ها. |        |                    |